# Dreslette Sogn
Dreslette Sogn er et sogn i Assens Provsti (Fyens Stift).
I 1800-tallet var Dreslette Sogn et selvstændigt pastorat. Det hørte til Båg Herred i Odense Amt. Dreslette blev en selvstændig sognekommune. Den blev ved kommunalreformen i 1970 indlemmet i Haarby Kommune, som ved strukturreformen i 2007 indgik i Assens Kommune.
I Dreslette Sogn ligger Dreslette Kirke.
I sognet findes følgende autoriserede stednavne:
- Agernæs (areal, bebyggelse, ejerlav)
- Banggårde (bebyggelse)
- Brunshuse (bebyggelse)
- Brydegård (bebyggelse, ejerlav)
- Dreslette (bebyggelse, ejerlav)
- Enemærket (bebyggelse)
- Fiskeholm (areal)
- Herredsbjerg (bebyggelse)
- Lilleland (bebyggelse)
- Mullerød (bebyggelse, ejerlav)
- Skarris Odde (areal)
- Skovkrogen (bebyggelse)
- Skårup (bebyggelse, ejerlav)
- Snave (bebyggelse, ejerlav)
- Snavedam (bebyggelse)
- Strærup (bebyggelse, ejerlav)
- Svendemose Bakke (areal)
- Søbjerg (bebyggelse)
- Søbro (bebyggelse)
- Tjørnehoved (areal)
- Ungersbjerg (bebyggelse, ejerlav)